# 章敞
章敞（1376年—1437年），字尚文，号质庵，浙江紹興府會稽縣（今浙江绍兴）人。明朝政治人物。

## 生平
永樂元年（1403年），以詩經魁癸未科鄉試，永樂二年（1404年）聯捷甲申科三甲第三十二名进士，選翰林院庶吉士，入學文淵閣，參修《永樂大典》。授刑部江西司主事。後來復入翰林，纂修《五經四書性理大全》。書成受賞。歷升刑部員外郎、郎中。丁憂去職。服闕，起復行在吏部考功司郎中。
洪熙改元，賜誥命。丁母憂。服除，調驗封司郎中。不久，升任行在礼部右侍郎。曾两次出使安南。
正统初年，转为礼部左侍郎。。

## 著作
存有《质庵文集》。

## 家族
子章瑾，正統進士。